# Izvoarele (okręg Vrancea)
Izvoarele – wieś w Rumunii, w okręgu Vrancea, w gminie Corbița. W 2011 roku liczyła 90
mieszkańców.